# Lusignan Mária örmény hercegnő
Lusignan Mária (Szisz, Kis-Örményország, 1374. augusztus – Kairó, 1381. július 4. előtt), örményül: Մարիա Լուսինյան, franciául: Marie de Lusignan, örmény királyi hercegnő és trónörökös, V. (Lusignan) Leó örmény király és Soissons Margit egyetlen gyermeke.

## Élete
Édesapja V. (Lusignan) Leó, az utolsó örmény király, Lusignan János örményországi régensnek és egy ismeretlen örmény nőnek a házasságon kívül született fia.
Édesanyja Soissons Margit, Soissons Jánosnak, Famagusta bírájának és Milmars Máriának a leánya.
Szülei 1369 és 1372 között házasodtak össze. Mária volt egyetlen gyermekük, aki az idő tájt születhetett, amikor apja és anyja Örményországba érkeztek átvenni az ország irányítását, így valószínűleg az Örmény királyságban született.
Mária az egyiptomi fogságban halt meg 1381. július 4-e előtt, ahova azután került, hogy 1375. április 15-én az egyiptomiak elfoglalták Kis-Örményország fővárosát, Sziszt, és a királyi családot Egyiptomba szállították. Édesanyja is a fogság alatt halt meg valószínűleg egy évben leányával. Apja a következő évben kiszabadult, de trónját nem sikerült visszaszereznie, és 1393. november 29-én hunyt el Párizsban. Máriának három féltestvére volt apja házasságon kívüli kapcsolataiból.